# Luca Rossettini
Luca Rossettini (Padua, 9 de mayo de 1985) es un exfutbolista italiano que jugaba en la posición de defensor.

## Trayectoria

### Clubes
Se unió al Calcio Padova en la temporada 2004-05. Después de tres temporadas en el equipo, fue transferido a la Robur Siena en agosto de 2007. En junio de 2012 fue fichado por el Cagliari Calcio. Se unió al Bologna F. C. en junio de 2015. El 16 de agosto de 2016, Rossettini fichó por dos temporadas con el Torino F. C., club que pagó por su pase una cifra de dos millones de euros. En agosto de 2017 fue transferido al Genoa Cricket & Football Club. Un año más tarde fue cedido al A. C. ChievoVerona. En julio de 2019 firmó por dos años con la U. S. Lecce, equipo recién ascendido a la máxima categoría. Aunque no mantuvieron en la categoría siguió en el equipo la siguiente temporada pero a mitad de la misma regresó al Calcio Padova. Allí puso punto final a su carrera en agosto de 2021 para pasar a ser el entrenador del equipo sub-17.

### Selección nacional
En 2008 Rossettini fue convocado por la selección italiana olímpica para disputar un encuentro ante el seleccionado olímpico de los Países Bajos. En noviembre de 2014 fue convocado por el entrenador de la selección italiana Antonio Conte para jugar un partido amistoso contra Albania.

## Clubes
| Club                        | País   | Año       |
| --------------------------- | ------ | --------- |
| Calcio Padova               | Italia | 2004-2007 |
| Robur Siena                 | Italia | 2007-2012 |
| Cagliari Calcio             | Italia | 2012-2015 |
| Bologna F. C.               | Italia | 2015-2016 |
| Torino F. C.                | Italia | 2016-2017 |
| Genoa C. F. C.              | Italia | 2017-2019 |
| A. C. ChievoVerona (cedido) | Italia | 2018-2019 |
| U. S. Lecce                 | Italia | 2019-2021 |
| Calcio Padova               | Italia | 2021      |